# 2015年国家领导人列表
本列表列出2015年各國家的國家元首、政府首腦及其他重要領導人。

## 非洲
- 阿尔及利亚
  - 国家元首 – 布特弗利卡，阿尔及利亚总统（1999–2019）
  - 政府首脑 – 阿卜杜勒-马利克·塞拉勒， 阿尔及利亚总理 （2014–2017）
- 安哥拉
  - 国家元首 – 若泽·爱德华多·多斯桑托斯， 安哥拉总统 （1979–2017）
- 贝宁
  - 国家元首 – 亚伊·博尼， 贝宁总统 （2006–2016）
  - 国家元首 – 莱昂内尔·津苏， 贝宁总理 （2015–2016）
- 波札那
  - 国家元首 – 伊恩·卡马， 博茨瓦纳总统 （2008–2018）
- 布基纳法索
  - 国家元首 – 
    1. 米歇尔·卡方杜，布基纳法索过渡总统（2014–2015）
    2. 吉尔伯特·狄安德瑞，布基纳法索国家民主委员会主席（2015）
    3. 罗克·马克·克里斯蒂安·卡波雷，布基纳法索总统（2015–）

  - 政府首脑 – 亚科巴·伊萨克·齐达， 布基纳法索总理 （2014–2015）
- 蒲隆地
  - 国家元首 – 皮埃尔·恩库伦齐扎，布隆迪总统（2005–）
- 喀麦隆
  - 国家元首 – 保罗·比亚， 喀麦隆总统（1982–）
  - 政府首脑 – 菲利蒙·杨，喀麦隆总理（2009–2019）
- 佛得角
  - 国家元首 – 豪尔赫·卡洛斯·丰塞卡， 佛得角总统 （2011–）
  - 政府首脑 – 若泽·马里亚·内维斯， 佛得角总理（2001–2016）
- 中非共和国
  - 国家元首 – 卡特琳娜·桑巴-潘扎，中非共和国过渡国家元首 （2014–2016）
  - 政府首脑 – 穆罕默德·卡蒙， 中非共和国总理 （2014–2016）
- 乍得
  - 国家元首 –伊德里斯·德比，乍得总统（1990–）
  - 政府首脑 –  帕伊米·德贝， 乍得总理 （2013–2016）
- 科摩罗
  - 国家元首 – 伊基利卢·杜瓦尼纳， 科摩罗总统 （2011–2016）
- 刚果布拉柴维尔（刚果民主共和国）
  - 国家元首 – 德尼·萨苏 - 恩格索， 刚果共和国总统 （1997–）
- 刚果金沙萨（刚果民主共和国）
  - 国家元首 – 约瑟夫·卡比拉， 刚果民主共和国总统（2001–2019）
  - 政府首脑 – 奥古斯丁·马塔塔·蓬约·马蓬，刚果民主共和国总理（2012–2016）
- 吉布提
  - 国家元首 – 伊斯梅尔·奥马尔·盖莱， 吉布提总统（1999–）
  - 政府首脑 – 阿卜杜勒卡德尔·卡米尔·穆罕默德， 吉布提总理 （2013–）
- 埃及
  - 国家元首 –总统：阿卜杜勒-法塔赫·塞西， 埃及总统 （2014–）
  - 政府首脑 –
    1. 易卜拉欣·马赫莱卜， 埃及总理 （2014–2015）
    2. 谢里夫·伊斯梅尔， 埃及代总理 （2015–2018）
- 赤道几内亚
  - 国家元首 – 特奥多罗·奥比昂·恩圭马·姆巴索戈， 赤道几内亚总统 （1979–）
  - 政府首脑 – 比森特·埃阿特·托米， 赤道几内亚总理 （2012–2016）
- 厄立特里亚
  - 国家元首 – 伊薩亞斯·阿費沃爾基， 厄立特里亚总统 （1991–）
- 埃塞俄比亚 
  - 国家元首 – 穆拉图·特肖梅， 埃塞俄比亚总统 （2013–2018）
  - 政府首脑 – 海尔马里亚姆·德萨莱尼， 埃塞俄比亚总理 （2012–2018）
- 加蓬
  - 国家元首 – 阿里·邦戈·翁丁巴， 加蓬总统 （2009–）
  - 总理– 丹尼尔·欧纳·翁多， 加蓬总理（2014–2016）
- 冈比亚
  - 国家元首 – 叶海亚·贾梅， 冈比亚总统 （1994–2017）
- 加纳
  - 国家元首 – 约翰·德拉马尼·马哈马， 加纳总统 （2012–2017）
- 几内亚
  - 国家元首 – 阿尔法·孔戴， 几内亚总统 （2010–）
  - 政府首脑 – 
    1. 穆罕默德·赛义德·福法纳， 几内亚总理 （2010–2015）
    2. 马马迪·尤拉， 几内亚总理 （2015–2018）
- 几内亚比绍
  - 国家元首 –若泽·马里奥·瓦斯， 几内亚比绍总统 （2014–2019）
  - 总理– 
    1. 多明戈斯·西蒙斯·佩雷拉， 几内亚比绍总理 （2014–2015）
    2. 穆罕默德·赛义德·福法纳， 几内亚比绍总理 （2015）
    3. 马马迪·尤拉， 几内亚比绍总理 （2015–2016）
- 象牙海岸 
  - 国家元首 – 阿拉萨内·瓦塔拉， 象牙海岸总统 （2010–）
  - 政府首脑 – 达尼埃尔·卡布兰·敦坎， 象牙海岸总理 （2012–2017）
- 肯尼亚
  - 国家元首 – 乌胡鲁·肯雅塔， 肯尼亚总统 （2013–）
- 莱索托
  - 君主 – 莱齐耶三世， 莱索托国王（1996–）
  - 政府首脑 – 
    1. 汤姆·塔巴， 莱索托总理 （2012–2015、2017-）
    2. 帕卡利塔·莫西西里， 莱索托总理 （2015–2017）
- 利比里亚
  - 国家元首 – 埃伦·约翰逊·瑟利夫， 利比里亚总统 （2006–2018）
- 利比亚
  - 國家元首 –
    1. 努里·阿布·赛赫民， 利比亞国民议会主席 （2014–2016）
    2. 阿基拉·萨拉赫·伊萨， 利比亞国民代表大会主席 （2014–）

  - 政府首脑 – 
    1. 阿卜杜拉·萨尼， 利比亚总理 （2014–2016）
    2. 奥马尔·哈西， 利比亚总理 （2014–2015）
    3. 哈利法·加维， 利比亚总理 （2015–2016）
- 马达加斯加
  - 国家元首 – 埃里·拉乔纳里马曼皮亚尼纳， 马达加斯加总统（2014–2018）
  - 政府首脑 – 
    1. 罗杰·库卢， 马达加斯加总理 （2014–2015）
    2. 让·拉韦卢纳里武， 马达加斯加总理 （2015–2016）
- 马拉维
  - 国家元首 – 彼得·穆塔里卡， 马拉维总统（2014–）
- 馬利共和國
  - 国家元首 –  易卜拉欣·布巴卡尔·凯塔， 马里总统（2013–）
  - 政府首脑 –
    1. 穆萨·玛拉，马里总理（2014–2015）
    2. 莫迪博·凯塔， 马里总理（2015–2017）
- 毛里塔尼亚
  - 国家元首 – 穆罕默德·乌尔德·阿卜杜勒-阿齐兹， 毛里塔尼亚总统 （2009–2019）
  - 政府首脑 – 叶海亚·乌尔德·哈达明， 毛里塔尼亞總理（2014–2018）
- 毛里求斯
  - 国家元首 – 
    1. 拉杰克斯瓦尔·普里亚格，毛里求斯总统（2012–2015）
    2. 莫妮克·奥桑·贝勒波，毛里求斯代理总统（2015）
    3. 阿梅娜·古里布， 毛里求斯总统（2015–2018）

  - 政府首脑 – 阿内罗德·贾格纳特，毛里求斯总理 （2014–2017）
- 摩洛哥
  - 国王– 穆罕默德六世， 摩洛哥国王 （1999–）
  - 政府首脑 – 阿卜杜勒-伊拉·本·基蘭， 摩洛哥首相 （2011–2017）
  -  西撒哈拉 （自称，部分认可政权）
    - 国家元首 – 穆罕默德·阿卜杜勒-阿齊茲， 西撒哈拉总统 （1976–2016）
    - 政府首脑 – 阿卜杜勒-卡迪尔·塔利卜·奥马尔， 西撒哈拉总理 （2003–2018）
- 莫桑比克
  - 国家元首 – 
    1. 阿曼多·埃米利奥·格布扎， 莫桑比克总统 （2005–2015）
    2. 菲利佩·纽西， 莫桑比克总统 （2015–）

  - 政府首脑 – 
    1. 阿尔贝托·瓦基纳， 莫桑比克总理 （2012–2015）
    2. 卡洛斯·多罗萨里奥， 莫桑比克总理 （2015–）
- 纳米比亚
  - 国家元首 – 
    1. 希菲凯普奈·波汉巴，纳米比亚总统（2005–2015）
    2. 哈格·根哥布，纳米比亚总统（2015–）

  - 政府首脑 –
    1. 哈格·根哥布， 纳米比亚总理 （2012–2015）
    2. 莎拉·库冈吉尔瓦， 纳米比亚总理 （2015–）
- 尼日尔
  - 国家元首 – 穆罕默杜·伊素福， 尼日尔总统 （2011–）
  - 政府首脑 – 布里吉·拉菲尼， 尼日尔总理 （2011–）
- 尼日利亚
  - 国家元首 – 
    1. 古德勒克·乔纳森， 尼日利亚总统 （2010–2015）
    2. 穆罕默杜·布哈里， 尼日利亚总统 （2015–）
- 卢旺达
  - 国家元首 – 保罗·卡加梅， 卢旺达总统 （2000–）
  - 政府首脑 –  阿纳斯塔斯·穆雷凯齐， 卢旺达总理 （2014–2017）
- 圣赫勒拿， 崔斯坦達庫尼亞 （英国海外领地）
  - G总督– 马克·安德鲁·凯普斯，圣赫勒拿总督 （2011–2016）
- 聖多美普林西比民主共和國
  - 国家元首 – 曼努埃尔·平托·达科斯塔， 聖多美普林西比总统 （2011–）
  - 政府首脑 –帕特里斯·特罗瓦达， 聖多美普林西比总理 （2014–2018）
- 塞内加尔
  - 国家元首 – 麦基·萨勒， 塞内加尔总统 （2012–）
  - 政府首脑 –穆罕默德·迪奥纳， 塞内加尔总理 （2014–）
- 塞舌尔
  - 国家元首 –詹姆斯·米歇尔， 塞舌尔总统 （2004–2016）
- 塞拉利昂
  - 国家元首 – 欧内斯特·巴伊·科罗马， 塞拉利昂总统 （2007–2018）
- 索马里
  - 国家元首 – 哈桑·谢赫·马哈茂德， 索马里总统 （2012–）
  - 政府首脑 –奥马尔·艾哈迈德·阿里·舍马克， 索马里总理（2014–2017）
  -  索马里兰 （未被承认的分裂主义国家）
    - 国家元首 –艾哈迈德·穆罕默德·马哈茂德， 索马里兰总统 （2010–2017）

  -  邦特兰 （自称自治政权）
    - 国家元首 – 阿卜迪韦利·穆罕默德·阿里， 邦特兰总统 （2014–2019）
- 南非
  - 国家元首 – 雅各布·祖玛， 南非总统 （2009–2018）
- 南苏丹
  - 国家元首 – 萨尔瓦·基尔·马亚尔迪特， 南苏丹总统（2005–）
- 苏丹
  - 国家元首 – 奥马尔·巴希尔， 苏丹总统 （1989–2019）
- 斯威士兰
  - 国王– 姆斯瓦蒂三世， 斯威士兰国王 （1986–）
  - 政府首脑 – 巴纳巴斯·西布西索·德拉米尼， 斯威士兰首相 （2008–2018）
- 坦桑尼亚
  - 国家元首 – 
    1. 贾卡亚·基奎特， 坦桑尼亚总统 （2005–2015）
    2. 约翰·马古富利，  坦桑尼亚总统 （2015–）

  - 政府首脑 – 
    1. 米增戈·平达， 坦桑尼亚总理（2008–2015）
    2. 马嘉尼华·卡西姆·马嘉尼华， 坦桑尼亚总理 （2015–）
- 多哥
  - 国家元首 – 福雷·纳辛贝， 多哥总统 （2005–）
  - 政府首脑 – 
    1. 奎西·阿胡梅-祖努， 多哥总理 （2012–2015）
    2. 科米·塞隆·克拉苏， 多哥总理 （2015–）
- 突尼斯
  - 国家元首 – 贝吉·卡伊德·埃塞卜西， 突尼斯总统 （2014–2019）
  - 政府首脑 –
    1. 马哈地·贾马， 突尼斯总理 （2014–2015）
    2. 哈比卜·埃西德， 突尼斯总理 （2015–2016）
- 乌干达
  - 国家元首 – 约韦里·穆塞韦尼， 乌干达总统 （1986–）
  - 政府首脑 – 鲁哈卡纳·鲁贡达， 乌干达总理（2014–）
- 赞比亚
  - 国家元首 – 
    1. 盖伊·斯科特， 赞比亚代理总统（2014–2015）
    2. 埃德加·伦古， 赞比亚总统 （2015–）
- 津巴布韦
  - 国家元首 – 罗伯·穆加比， 津巴布韦总统 （1987–2017）

## 亚洲
- 阿富汗
  - 国家元首 – 阿什拉夫·加尼·艾哈迈德扎伊，阿富汗总统（2014–）
  - 政府首脑 – 阿卜杜拉·阿卜杜拉，阿富汗首席执行官（2014–）
- 巴林
  - 国家元首 – 哈马德·本·伊萨·阿勒哈利法，巴林国王（1999–）
  - 政府首脑 – 哈利法·本·萨勒曼·阿勒哈利法，巴林首相（1970–）
- 孟加拉国
  - 国家元首 –  阿卜杜勒·哈米德，孟加拉国总统（2013–）
  - 政府首脑 – 谢赫·哈西娜，孟加拉国总理（2009–）
- 不丹
  - 国家元首 – 吉格梅·凯萨尔·纳姆耶尔·旺楚克，不丹国王（2006–）
  - 政府首脑 –  策林·托傑，不丹首相（2013–2018）
- 文莱
  - 君主 – 哈吉·哈桑纳尔·博尔基亚，文莱苏丹（1967–）
  - 首相 – 哈吉·哈桑纳尔·博尔基亚，文莱首相（1984–）
- 柬埔寨
  - 国家元首 – 诺罗敦·西哈莫尼，柬埔寨国王（2004–）
  - 政府首脑 – 洪森，柬埔寨首相（1985–）
- 中国 （中华人民共和国）
  - 最高领导人 – 习近平，中国共产党中央委员会总书记 （2012–）
  - 国家元首 –  习近平，中华人民共和国主席 （2013–）
  - 政府首脑 –  李克强，中华人民共和国国务院总理 （2013–）
- 台湾（中华民国）
  - 國家元首 – 馬英九，中華民國總統 （2008–2016）
  - 政府首腦 – 毛治國，行政院院長 （2014–2016）
- 东帝汶
  - 国家元首 – 陶爾·馬坦·魯阿克，东帝汶总统（2012–2017）
  - 政府首脑 – 
    1. 沙納納·古斯芒，东帝汶总理（2007–2015）
    2. 鲁伊·马里亚·德·阿劳若，东帝汶总理（2015–2017）
- 印度
  - 国家元首 – 普拉納布·慕克吉，印度總統（2012–2017）
  - 政府首脑 – 纳伦德拉·莫迪，印度总理（2014–）
- 印度尼西亚
  - 国家元首 – 佐科·维多多，印度尼西亚总统（2014–）
- 伊朗
  - 最高領袖 – 阿里·哈梅内伊，伊朗最高領袖 （1989–）
  - 国家元首 – 哈桑·鲁哈尼，伊朗总统（2013–）
- 伊拉克
  - 国家元首 – 福阿德·马苏姆， 伊拉克总统 （2014–2018）
  - 政府首脑 – 海德尔·阿巴迪， 伊拉克总理 （2014–2018）
- 以色列
  - 国家元首 – 鲁文·里夫林，以色列总统（2014–）
  - 政府首脑 – 本雅明·内塔尼亚胡， 以色列总理（2009–）
- 日本
  - 國家元首 – 明仁，日本天皇 （1989–2019）
  - 政府首腦 – 安倍晉三，內閣總理大臣 （2012–）
- 约旦
  - 君主 – 阿卜杜拉二世， 约旦国王 （1999–）
  - 政府首脑 – 阿卜杜拉·恩苏尔， 约旦首相（2012–2016）
- 哈萨克斯坦
  - 国家元首 – 努尔苏丹·纳扎尔巴耶夫， 哈萨克斯坦总统 （1990–）
  - 政府首脑 – 卡里姆·马西莫夫， 哈萨克斯坦总理（2014–2016）
- 朝鲜
  - 最高领导人 – 金正恩，朝鲜劳动党第一书记 （2012–）
  - 最高统帅 – 金正恩， 朝鲜国防委员会第一委员长（2011–）
  - 国家元首 – 金永南， 最高人民会议常任委员会委员长 （1998–2019）
  - 政府首脑 – 朴凤柱， 朝鲜内阁总理 （2013–2019）
- 韩国
  - 国家元首 – 朴槿惠，韓國總統 （2013–2017）
  - 政府首脑 –

  1. 鄭烘原，韓國國務總理 （2013–2015）
  2. 李完九，韓國國務總理 （2015）
  3. 崔炅焕，韓國代理國務總理 （2015）
  4. 黄教安，韓國國務總理 （2015–2017）
- 科威特
  - 君主 –  萨巴赫·艾哈迈德·贾比尔·萨巴赫，科威特埃米尔（2006–）
  - 政府首脑 – 贾比尔·穆巴拉克·哈马德·萨巴赫，科威特首相（2011–2019）
- 吉尔吉斯斯坦
  - 国家元首 – 阿尔马兹别克·阿坦巴耶夫，吉尔吉斯斯坦總統（2011–2017）
  - 政府首脑 –

  1. 卓奥玛尔特·奥托尔巴耶夫，吉尔吉斯斯坦總理（2014–2015）
  2. 泰米尔·萨里耶夫，吉尔吉斯斯坦總理（2015–2016）
- 老挝
  - 最高领导人 – 朱馬利·賽雅貢， 老挝人民革命党中央委员会总书记 （2006–2016）
  - 国家元首 – 朱馬利·賽雅貢， 老撾人民民主共和國主席 （2006–2016）
  - 政府首脑 – 通邢·塔马冯， 老挝政府总理 （2010–2016）
- 黎巴嫩
  - 国家元首 – 塔马姆·萨拉姆， 黎巴嫩代理總統（2014–2016）
  - 政府首脑 – 塔马姆·萨拉姆， 黎巴嫩總理（2014–2016）
- 马来西亚
  - 最高元首 – 苏丹端姑阿都哈林， 马来西亚最高元首（2011–2016）
  - 政府首脑 – 纳吉·阿都拉萨，马来西亚总理（2009–2018）
- 马尔代夫
  - 国家元首 –  阿卜杜拉·亚明·加尧姆，马尔代夫總統（2013–2018）
- 蒙古
  - 国家元首 – 查希亚·额勒贝格道尔吉， 蒙古国總統 （2009–2017）
  - 政府首脑 – 其米德·赛汗比勒格， 蒙古国總理 （2014–2016）
- 缅甸
  - 国家元首 – 登盛， 缅甸总统（2011–2016）
- 尼泊尔
  - 国家元首 –

  1. 拉姆·巴兰·亚达夫， 尼泊尔总统（2008–2015）
  2. 比迪娅·戴维·班达里， 尼泊尔总统（2015–）

  - 政府首脑 –
    1. 苏希尔·柯伊拉腊，尼泊尔总理（2014–2015）
    2. 卡德加·普拉萨德·夏尔马·奥利，尼泊尔总理（2015–2016）
- 阿曼
  - 君主 – 卡布斯·本·赛义德·阿勒赛义德，阿曼苏丹（1970–2020）
  - 政府首脑 – 卡布斯·本·赛义德·阿勒赛义德，阿曼首相（1972–2020）
- 巴基斯坦
  - 国家元首 – 马姆努恩·侯赛因， 巴基斯坦总统（2013–2018）
  - 政府首脑 – 纳瓦兹·谢里夫，巴基斯坦总理 （2013–2017）
- 巴勒斯坦
  - 国家元首 – 马哈茂德·阿巴斯，巴勒斯坦总统 （2005–）
  - 政府首脑 – 拉米·哈马达拉，巴勒斯坦总理 （2013–2019）
- 菲律宾
  - 国家元首 – 贝尼格诺·艾奎诺，菲律宾总统（2010–2016）
- 卡塔尔
  - 君主 – 塔米姆·本·哈邁德·阿勒薩尼，卡塔尔埃米尔（2013–）
  - 政府首脑 – 阿卜杜拉·本·纳赛尔·本·哈利法·阿勒萨尼，卡塔尔首相（2013–2020）
- 沙特阿拉伯
  - 君主 – 
    1. 阿卜杜拉·本·阿卜杜勒-阿齐兹·阿勒沙特，沙特阿拉伯国王（2005–2015）
    2. 萨勒曼·本·阿卜杜勒-阿齐兹·阿勒沙特，沙特阿拉伯国王（2015–）

  - 政府首脑 – 
    1. 阿卜杜拉·本·阿卜杜勒-阿齐兹·阿勒沙特，沙特阿拉伯首相（2005–2015）
    2. 萨勒曼·本·阿卜杜勒-阿齐兹·阿勒沙特，沙特阿拉伯首相（2015–）
- 新加坡
  - 国家元首 – 陈庆炎，新加坡总统（2011–2017）
  - 政府首脑 – 李显龙，新加坡总理（2004–）
- 斯里兰卡
  - 国家元首 – 
    1. 马欣达·拉贾帕克萨， 斯里兰卡总统（2005–2015）
    2. 迈特里帕拉·西里塞纳，斯里兰卡总统（2015–2019）

  - 政府首脑 – 
    1. 迪萨纳亚克·贾亚拉特纳，斯里兰卡总理（2010–2015）
    2. 拉尼尔·维克勒马辛哈，斯里兰卡总理（2015–2018）
- 叙利亚
  -  叙利亚阿拉伯共和国
    - 国家元首 – 巴沙尔·阿萨德， 叙利亚总统（2000–）
    - 政府首脑 – 瓦埃勒·哈勒吉，叙利亚总理（2012–2016）

  -  叙利亚临时政府 （有限度承认）
    - 国家元首 –
      1. 哈迪·巴赫拉， 叙利亚反对派和革命力量全国联盟主席（2014–2015）
      2. 哈立德·胡杰， 叙利亚反对派和革命力量全国联盟主席 （2015–2016）

    - 政府首脑 – 艾哈迈德·图玛，叙利亚反对派和革命力量全国联盟总理（2014–2016）
- 塔吉克斯坦
  - 国家元首 – 埃莫马利·拉赫蒙，塔吉克斯坦总统（1992–）
  - 政府首脑 – 科基尔·拉苏尔佐达，塔吉克斯坦总理（2013–）
- 泰国
  - 君主 – 普密蓬·阿杜德，泰国国王（1946–2016）
  - 政府首脑 – 巴育·占奥差，泰国总理 （2014–）
- 土耳其
  - 国家元首 – 雷杰普·塔伊普·埃尔多安，土耳其总统（2014–）
  - 政府首脑 – 艾哈迈德·达武特奥卢，土耳其总理（2014–2016）
- 土库曼斯坦
  - 国家元首 – 库尔班古力·别尔德穆哈梅多夫，土库曼斯坦总统（2006–）
- 阿拉伯联合酋长国
  - 国家元首 – 哈利法·本·扎耶德·阿勒纳哈扬，阿拉伯联合酋长国总统（2004–）
  - 政府首脑 – 穆罕默德·本·拉希德·阿勒马克图姆，阿拉伯联合酋长国总理（2006–）
- 乌兹别克斯坦
  - 国家元首 – 伊斯蘭·卡里莫夫，乌兹别克斯坦总统（1990–2016）
  - 政府首脑 – 肖開提·米爾則亞耶夫，乌兹别克斯坦总理（2003–2016）
- 越南
  - 最高领导人 – 阮富仲， 越南共产党中央委员会总书记 （2011–）
  - 国家元首 – 张晋创， 越南社会主义共和国主席 （2011–2016）
  - 政府首脑 – 阮晋勇， 越南政府总理 （2006–2016）
- 也门
  - 国家元首 – 阿卜杜拉布·曼苏尔·哈迪，也门总统（2012–）
  - 政府首脑 – 哈立德·巴哈，也门总理（2014–2016）
- 最高革命委員會（胡塞運動）
  - 最高革命委員會主席：穆罕默德·阿里·胡塞（2015–2016）

## 欧洲
- 阿尔巴尼亚
  - 总统 – 布亚尔·尼沙尼，阿尔巴尼亚总统（2012–2017）
  - 总理 – 埃迪·拉马， 阿尔巴尼亚总理（2013–）
- 安道尔
  - 君主–
    - 亲王– 弗朗索瓦·奥朗德， 安道尔亲王（法国方，2012–2017）
    - 亲王– 霍安·恩里克·比韦斯·西西利亚，安道尔亲王（乌格尔教区方，2003–）

  - 亲王代表– 
    - 亲王代表– 西尔维亚·于巴， （法国方，2012–2015）
    - 亲王代表– 蒂埃里， （法国方，2015–2016）
    - 亲王代表– 约瑟普·马利亚·茅利，（乌格尔教区方，2012–）

  - 总理– 
    -       1. 安东尼·马蒂，安道爾首相（2011–2015,2015-2019）
      2. 希尔维特·萨沃亚·苏涅，安道爾代理首相（2015）
- 亚美尼亚
  - 总统 – 谢尔日·萨尔基相， 亞美尼亞总统（2008–2018）
  - 总理 – 奥维克·阿布拉米扬， 亞美尼亞总理（2014–2016）
- 奥地利
  - 总统– 海因茨·菲舍尔， 奥地利总统 （2004–2016）
  - 总理– 维尔纳·法伊曼， 奥地利总理 （2008–2016）
- 阿塞拜疆
  - 总统 – 伊利哈姆·阿利耶夫， 阿塞拜疆总统（2003–）
  - 总理 – 阿尔图尔·拉西扎德， 阿塞拜疆总理（2003–2018）
  -  納戈爾諾-卡拉巴赫 （未普遍获得承认国家）
    - 总统 –巴科·薩哈揚， 納戈爾諾-卡拉巴赫总统（2007–）
    - 总理 – 阿拉伊克·阿魯秋尼揚， 納戈爾諾-卡拉巴赫总理（2007–2017）
- 白俄罗斯
  - 总统 – 亚历山大·格里戈里耶维奇·卢卡申科， 白俄罗斯总统（1994–）
  - 总理 – 安德烈·科比亚科夫， 白俄罗斯总理（2014–2018）
- 比利时
  - 君主 – 菲利普， 比利时国王（2013–）
  - 总理 – 夏尔·米歇尔， 比利时首相（2014–2019）
- 波斯尼亚和黑塞哥维那
  - 国家元首– 波斯尼亚和黑塞哥维那主席团
    - 塞尔维亚族成员– 姆拉登·伊万尼奇（2014–2018，2014–2015年间担任主席）
    - 克罗地亚族成员– 德拉甘·乔维奇 （2014–2018，2015–2016年间担任主席）
    - 波斯尼亚族成员– 巴基尔·伊泽特贝戈维奇（2010–2018）

  - 总理– 
    1. 弗耶科斯拉夫·贝万达， 波斯尼亚和黑塞哥维那部长会议主席 （2012–2015）
    2. 戴尼斯·兹维兹迪奇， 波斯尼亚和黑塞哥维那部长会议主席 （2015–2019）

  - 国际社会驻波黑高级代表– 瓦伦丁·因兹科（2009–）
- 保加利亚
  - 总统 –罗森·普列夫内利耶夫， 保加利亚总统（2012–2017）
  - 总理 –博伊科·鲍里索夫， 保加利亚总理（2014–2017）
- 克罗地亚
  - 总统 – 
    1. 伊沃·约西波维奇， 克罗地亚总统（2010–2015）
    2. 科琳达·格拉巴尔-基塔诺维奇，克罗地亚总统（2015–）

  - 总理 – 佐兰·米拉诺维奇， 克罗地亚总理（2011–2016）
- 塞浦路斯
  - 总统 – 尼科斯·阿纳斯塔夏季斯，塞浦路斯总统（2013–）
  -  北塞浦路斯 （未普遍获得承认国家）
    - 总统 –

    1. 德尔维什·埃尔奥卢， 北塞浦路斯总统（2010–2015）
    2. 穆斯塔法·阿肯哲，塞浦路斯总统（2015–）

    - 总理 –

    1. 厄兹坎·约尔甘哲奥卢，北塞浦路斯总理（2013–2015）
    2. 厄梅尔·卡尔永朱，北塞浦路斯总理（2015–2016）
- 捷克
  - 总统 –米洛什·泽曼， 捷克总统（2013–）
  - 总理 –博胡斯拉夫·索博特卡，捷克总理（2014–2017）
- 丹麦
  - 君主– 瑪格麗特二世， 丹麦女王（1972–）
  - 总理 – 
    1. 赫勒·托寧-施密特， 丹麦首相（2011–2015）
    2. 拉尔斯·勒克·拉斯穆森， 丹麦首相（2015–2019）
- 爱沙尼亚
  - 总统 – 托马斯·亨德里克·伊尔韦斯， 爱沙尼亚总统（2006–2016）
  - 总理 – 塔维·罗伊瓦斯， 爱沙尼亚总理（2014–2016）
- 芬兰
  - 总统 – 绍利·尼尼斯托， 芬兰总统（2012–）
  - 总理 – 
    1. 亚历山大·斯图布， 芬兰总理（2014–2015）
    2. 尤哈·西比莱， 芬兰总理（2015–2019）
- 法国
  - 总统 – 弗朗索瓦·奧朗德，法國總統（2012–2017）
  - 总理 – 曼纽尔·瓦尔斯，法國總理 （2014–2016）
- 格鲁吉亚
  - 总统 – 
    1. 米哈伊尔·萨卡什维利，格鲁吉亚总统（2004－2013）
    2. 格奥尔基·马尔格韦拉什维利，格鲁吉亚总统（2013–2018）

  - 总理 – 
    1. 毕齐纳·伊万尼什维利，格鲁吉亚总理（2012–2013）
    2. 伊拉克利·加里巴什维利，格鲁吉亚总理（2013–2015）

  -  阿布哈兹 （自称前阿布哈兹苏维埃社会主义自治共和国继承国、有限度承认）
    - 总统 – 劳尔·朱姆科维奇·哈吉姆巴， 阿布哈茲总统（2014–2020）
    - 总理 –

    1. 别斯兰·布特巴， 阿布哈茲总理（2014–2015）
    2. 沙米利·阿新巴，阿布哈茲代理总理（2015）
    3. 阿尔图路·米克瓦比亚，阿布哈茲总理（2015–2016）

  -  南奥塞梯 （自称前乔治亚苏维埃社会主义共和国南奥赛梯自治州继承国、有限度承认）
    - 总统 – 列昂尼德·哈里托諾維奇·季比洛夫， 南奥塞梯总统 （2012–2017）
    - 总理 – 多缅季·库卢姆别戈夫， 南奥塞梯总理 （2014–2017）
- 德国
  - 总统 – 約阿希姆·高克，德國聯邦總統 （2012–2017）
  - 總理 – 安格拉·默克爾，德國總理 （2005–）
- 希腊
  - 总统 – 
    1. 卡罗洛斯·帕普利亚斯， 希腊总统（2005–2015）
    2. 普罗科皮斯·帕夫洛普洛斯， 希腊总统（2015–）

  - 总理 – 
    1. 安东尼斯·萨马拉斯， 希腊总理（2012–2015）
    2. 阿列克西斯·齐普拉斯， 希腊总理（2015）
    3. 瓦西莉基·塔努， 希腊看守政府总理，以最高法院院长兼（2015）
    4. 阿列克西斯·齐普拉斯， 希腊总理（2015–2019）
- 匈牙利
  - 总统 – 阿戴尔·亚诺什， 匈牙利总统（2012–）
  - 总理 – 奧班·維克多，匈牙利总理 （2010–）
- 冰岛
  - 总统 – 奥拉维尔·拉格纳·格里姆松， 冰岛总统（1996–2016）
  - 总理 – 西格蒙杜尔·戴维·贡劳格松， 冰岛总理（2013–2016）
- 爱尔兰
  - 总统 – 麦克·希金斯， 爱尔兰总统（2011–）
  - 总理 – 恩达·肯尼， 爱尔兰总理（2011–2017）
- 意大利
  - 总统 – 
    1. 乔治奥·纳波利塔诺， 意大利总统（2006–2015）
    2. 塞尔焦·马塔雷拉， 意大利总统（2015–）

  - 总理 – 马泰奥·伦齐， 意大利总理（2014–2016）
- 拉脱维亚
  - 总统 – 
    1. 安德里斯·貝爾津什， 拉脱维亚总统（2011–2015）
    2. 萊伊蒙茨·維尤尼斯， 拉脱维亚总统（2015–2019）

  - 总理 – 萊姆多塔·斯特勞尤馬， 拉脱维亚总理（2014–2016）
- 列支敦士登
  - 君主– 漢斯·亞當二世，列支敦士登亲王（1989–）
  - 摄政– 阿洛伊斯王储，列支敦士登摄政（2004–）
  - 总理 – 阿德里安·哈斯勒， 列支敦士登首相 （2013–）
- 立陶宛
  - 总统 – 达利娅·格里包斯凯特， 立陶宛总统（2009–2019）
  - 总理 – 阿尔吉尔达斯·布特凯维丘斯， 立陶宛总理（2012–2016）
- 卢森堡
  - 君主–亨利，卢森堡大公（2000–）
  - 总理–泽维尔·贝特， 卢森堡总理（2013–）
- 马其顿
  - 总统 – 格奥尔基·伊万诺夫， 馬其頓总统（2009–2019）
  - 总理 – 尼古拉·格鲁埃夫斯基， 馬其頓总理（2006–2016）
- 马耳他
  - 总统 – 玛丽·路易斯·科勒略·普雷卡， 马耳他总统（2014–2019）
  - 总理 – 约瑟夫·穆斯卡特， 马耳他总理（2013–2020）
- 摩尔多瓦
  - 总统 – 尼古拉·蒂莫夫蒂， 摩尔多瓦总统（2012–2016）
  - 总理 – 
    1. 尤里·良格， 摩尔多瓦总理（2013–2015）
    2. 基里尔·加布里奇， 摩尔多瓦总理（2015）
    3. 纳塔利娅·盖尔曼， 摩尔多瓦总理（2015）
    4. 瓦列留·斯特列莱茨， 摩尔多瓦总理（2015）
    5. 格奥尔基·布雷加， 摩尔多瓦临时总理（2015–2016）

  -  德涅斯特河沿岸 （未普遍获得承认国家）
    - 总统 – 叶夫根尼·舍夫丘克， 德涅斯特河沿岸总统（2011–2016）
    - 总理 –

    1. 塔蒂亚娜·图兰斯媞雅，德涅斯特河沿岸总理（2013–2015）
    2. 迈亚·帕纳斯，德涅斯特河沿岸代理总理（2015）
    3. 塔蒂亚娜·图兰斯媞雅，德涅斯特河沿岸总理（2015）
    4. 迈亚·帕纳斯，德涅斯特河沿岸代理总理（2015）
    5. 帕维尔·普罗库金，德涅斯特河沿岸总理（2015–2016）
- 摩纳哥
  - 君主– 阿尔贝二世，摩纳哥亲王（2005–）
  - 总理 – 
    1. 米歇尔·罗杰，摩纳哥首相（2010–2015）
    2. 吉尔·托内利，摩纳哥代理首相（2015–2016）
- 黑山
  - 总统 – 菲利普·武亚诺维奇， 黑山总统（2003–2018）
  - 总理 – 米洛·久卡诺维奇， 黑山总理（2012–2016）
- 荷兰王国
  - 君主– 威廉-亞歷山大，荷兰国王（2013–）
  -  荷兰 （荷兰王国构成国）
    - 总理 –馬克·呂特， 荷兰首相 （2010–）

  -  阿鲁巴 （荷兰王国构成国）
    - 参见#北美

  -  库拉索 （荷兰王国构成国）
    - '参见#北美

  -  荷属圣马丁 （荷兰王国构成国）
    - 参见#北美
- 挪威
  - 君主– 哈拉尔五世，挪威国王（1991–）
  - 总理– 埃尔娜·索尔伯格， 挪威首相（2013–）
- 波兰
  - 总统 – 
    1. 布羅尼斯瓦夫·科莫羅夫斯基， 波兰总统（2010–2015）
    2. 安杰伊·杜达， 波兰总统（2015–）

  - 总理 – 
    1. 埃娃·科帕奇， 波兰部长会议主席（2014–2015）
    2. 貝婭塔·席多， 波兰部长会议主席（2015–2017）
- 葡萄牙
  - 总统 – 阿尼巴爾·卡瓦科·席爾瓦，葡萄牙總統 （2006–2016）
  - 总理 – 
    1. 佩德羅·帕索斯·科埃略，葡萄牙總理 （2011–2015）
    2. 安東尼奧·科斯塔，葡萄牙總理 （2015–）
- 罗马尼亚
  - 总统 –克劳斯·约翰尼斯 ， 罗马尼亚总统（2014–）
  - 总理 –
    1. 维克托·蓬塔，罗马尼亚总理（2012–2015）
    2. 加布里埃尔·奥普雷亚，罗马尼亚临时总理（2015）
    3. 维克托·蓬塔，罗马尼亚总理（2015）
    4. 索林·坎佩亚努，罗马尼亚临时总理（2015）
    5. 达奇安·乔洛什，罗马尼亚总理（2015–2017）
- 俄罗斯
  - 总统 – 弗拉基米爾·普京，俄羅斯總統 （2012–）
  - 总理 – 德米特里·梅德韋傑夫，俄羅斯總理 （2012–2020）
- 圣马力诺
  - 执政官–
    1. 吉安佛朗哥·泰伦齐、格瑞诺·扎诺蒂，圣马力诺执政官（2014–2015）
    2. 安德烈亚·贝卢齐、罗伯特·文图里尼，圣马力诺执政官（2015）
    3. 洛雷拉·斯特凡内利、尼古拉·伦齐，圣马力诺执政官（2015–2016）
- 塞尔维亚
  - 总统 – 托米斯拉夫·尼科利奇， 塞尔维亚总统（2012–2017）
  - 总理 – 亞歷山大·武契奇， 塞尔维亚总理（2014–2017）
  -  科索沃 （未普遍获得承认国家）
    - 总统 – 阿蒂費特·亞希雅加，科索沃总统（2011–2016）
    - 总理 – 以沙·穆斯塔法， 科索沃总理（2014–2017）
- 斯洛伐克
  - 总统 – 安德烈·基斯卡， 斯洛伐克总统（2014–2019）
  - 总理 – 罗伯特·菲佐， 斯洛伐克总理（2012–2018）
- 斯洛文尼亚
  - 总统 – 博鲁特·帕霍尔， 斯洛文尼亚总统（2012–）
  - 总理 – 米罗·采拉尔， 斯洛文尼亚总理（2014–2018）
- 西班牙
  - 君主– 費利佩六世，西班牙國王 （2014–）
  - 首相– 馬里亞諾·拉霍伊，西班牙首相 （2012–2018）
- 瑞典
  - 君主– 卡尔十六世·古斯塔夫，瑞典国王（1973–）
  - 首相– 斯特凡·勒文，瑞典首相（2014–）
- 瑞士
  -     - 联邦委员会委员– 多麗絲·洛伊特哈德（2006–2018），艾維琳·威德默-施倫普夫（2008–2015），於利·毛雷爾（2009–），迪迪埃·布爾克哈爾特（2009–2017），約翰·施耐德-阿曼（2010–2018），西蒙内塔·索玛路加（2010–，瑞士总统2015），阿蘭·貝爾賽（2012–）
- 乌克兰
  - 总统 – 彼得·波罗申科， 乌克兰总统（2014–2019）
  - 总理 – 阿尔谢尼·亚采纽克， 乌克兰总理（2014–2016）
- 顿涅茨克人民共和国（未普遍获得承认国家）
  - 总统– 亞歷山大·弗拉基米羅維奇·扎哈爾琴科, 顿涅茨克人民共和国元首（2014–2018）
  - 总理– 亞歷山大·弗拉基米羅維奇·扎哈爾琴科, 顿涅茨克人民共和国总理（2014–2018）
- 卢甘斯克人民共和国（未普遍获得承认国家）
  - 总统– 伊戈爾·普羅特尼茨基, 卢甘斯克人民共和国元首（2014–2017）
  - 总理–
    - 根纳季·尼古拉耶维奇, 卢甘斯克人民共和国总理（2014-2015）
    - 謝爾蓋·科茲洛夫, 卢甘斯克人民共和国总理（2015–）
- 英國
  - 君主– 伊莉莎伯二世，英國女王 （1952–）
  - 首相– 大衛·卡梅倫，英國首相 （2010–2016）
  -  曼島 （英国属地）
    - 副总督– Adam Wood，曼島副总督 （2011–2016）
    - 首席部长– Allan Bell， 曼島首席部长（2011–2016）

  -  根西岛 （英国属地）
    - 副总督–

    1. Peter Walker， 根西岛副总督（2011–2015）
    2. Richard Collas， 根西岛代理副总督（2015–2016）

    - 首席部长– Jonathan Le Tocq， 根西岛首席部长（2014–2016）

  -  泽西岛 （英国属地）
    - 副总督– John McColl，泽西岛副总督（2011–）
    - 首席部长– Ian Gorst， 泽西岛首席部长（2011–）

  -  直布罗陀 （英国海外领地）
    - 总督–

    1. James Dutton，直布罗陀总督（2013–2015）
    2. Alison MacMillan，直布罗陀代理总督（2015–2016）

    - 首席部长– Fabian Picardo， 直布罗陀首席部长（2011–）
- 梵蒂冈
  - 君主–  方濟各，教宗（2013–）
  - 政府首脑 – 若瑟·貝爾泰羅，宗座梵蒂岡城國委員會主席（2011–）
    - 國務樞機卿 – 伯多禄·帕罗林（2013–）

## 北美
- 安圭拉（英国海外领地）
  - 总督–  Christina Scott， 安圭拉总督（2013–2017）
  - 首席部长– 
    1. Hubert Hughes，安圭拉首席部长（2010–2015）
    2. Victor Banks，安圭拉首席部长（2015–）
- 安提瓜和巴布达
  - 君主– 伊丽莎白二世，安提瓜和巴布达女王 （1981–）
  - 总督– 罗德内威廉姆斯，安提瓜和巴布达总督（2014–)
  - 总理– 賈斯頓·布朗， 安提瓜和巴布达总理（2014–)
- 阿鲁巴（荷兰王国构成国）
  - 总督– Fredis Refunjol， 阿鲁巴总督（2004–2016）
  - 总理– 迈克·艾曼，阿鲁巴总理（2009–2017）
- 巴哈马
  - 君主– 伊丽莎白二世，巴哈马女王（1973–）
  - 总督– 玛格丽特·平德林，巴哈马总督（2014–2019）
  - 总理– 佩里·克里斯蒂， 巴哈马总理（2012–2017）
- 巴巴多斯
  - 君主– 伊丽莎白二世， 巴巴多斯女王（1966–）
  - 总督– 埃利奧特·貝爾格雷夫，巴巴多斯總督（2012–2017）
  - 总理– 弗罗因德尔·斯图亚特， 巴巴多斯总理（2010–2018）
- 伯利兹
  - 君主– 伊丽莎白二世，伯利兹女王（1981–）
  - 总督– 楊可為，伯利兹总督（1993–）
  - 总理– 迪安·奥利弗·巴罗，伯利兹总理（2008–）
- 百慕大（英国海外领地）
  - 总督– George Fergusson，百慕大总督（2012–2016）
  - 总理– Michael Dunkley，百慕大总理 (2014–2017)
- 英属维京群岛 （英国海外领地）
  - 总督– John Duncan，英属维京群岛总督（2014–2017）
  - 总理– Orlando Smith，英属维京群岛总理（2011–2019）
- 加拿大
  - 君主– 伊丽莎白二世，加拿大女王（1952–）
  - 总督– 大衛·勞埃德·約翰斯頓， 加拿大总督（2010–2017）
  - 总理– 
    1. 史蒂芬·哈珀， 加拿大总理（2006–2015）
    2. 賈斯汀·杜魯多， 加拿大总理（2015–）
- 开曼群岛 （英国海外领地）
  - 总督– Helen Kilpatrick，開曼群島总督（2013–2018）
  - 总理– Alden McLaughlin，開曼群島总理（2013–）
- 哥斯达黎加
  - 总统– 路易斯·吉列爾莫·索利斯， 哥斯达黎加总统（2014–2018)
- 古巴
  - 最高领导人 – 劳尔·卡斯特罗， 古巴共产党中央委员会第一书记 （2011–）
  - 总统 – 劳尔·卡斯特罗， 古巴国务委员会主席 （2008–2018）
  - 总理 – 劳尔·卡斯特罗， 古巴部长会议主席 （2008–2018）
- 库拉索（荷兰王国构成国）
  - 总督–Lucille George-Wout，库拉索总督（2013–）
  - 首相– 
    1. 伊瓦尔·艾斯杰斯，库拉索首相 （2013–2015）
    2. 本·怀特曼，库拉索首相 （2015–2016)
- 多米尼克
  - 总统 –查尔斯·安杰洛·萨瓦林，多米尼克总统（2013–）
  - 总理 –羅斯福·斯凱里特，多米尼克总理（2004–）
- 多米尼加共和国
  - 总统 –达尼洛·梅迪纳， 多米尼加总统（2012–）
- 萨尔瓦多
  - 总统 –萨尔瓦多·桑切斯·塞伦，萨尔瓦多总统（2014–2019）
- 格林纳达
  - 君主– 伊丽莎白二世， 格林纳达女王（1974–）
  - 总督– 塞茜尔·拉格雷纳德，格林纳达总督（2013–）
  - 总理– 基思·米切尔， 格林纳达总理（2013–）
- 危地马拉
  - 总统– 
    1. 奥托·佩雷斯·莫利纳，危地马拉总统（2012–2015）
    2. 亞歷杭德羅·馬爾多納多，危地马拉代理总统（2015–2016)
- 海地
  - 总统 – 米歇爾·馬爾泰利， 海地总统 （2011–2016）
  - 总理 – 
    1. 弗洛朗斯·迪普瓦尔·吉尧姆，海地代理总理（2014–2015)
    2. 埃文斯·保罗，海地总理（2015–2016)
- 洪都拉斯
  - 总统 – 胡安·奥兰多·埃尔南德斯，洪都拉斯总统（2014–）
- 牙买加
  - 君主– 伊丽莎白二世，牙买加女王（1962–）
  - 总督– 帕特里克·艾伦，牙买加总督（2009–）
  - 总理– 波蒂亚·辛普森-米勒，牙买加总理（2012–2016）
- 墨西哥
  - 总统– 恩里克·培尼亚·涅托， 墨西哥总统（2012–2018）
- 蒙特塞拉特（英国海外领土）
  - 总督–
    1. Adrian Davis，蒙特塞拉特总督（2011–2015）
    2. Alric Taylor，蒙特塞拉特代理总督（2015)
    3. Elizabeth Carriere，蒙特塞拉特总督（2015–2018)

  - 总理– 唐纳森·罗密欧，蒙特塞拉特总理（2014–2019）
- 尼加拉瓜
  - 总统 – 丹尼尔·奥尔特加，尼加拉瓜总统（2007–）
- 巴拿马
  - 总统 – 胡安·卡洛斯·瓦雷拉，巴拿马总统（2014–2019）
- 聖巴泰勒米（法国海外领土）
  - 省长– 
    1. Philippe Chopin，聖巴泰勒米省长（2011–2015）
    2. Anne Laubies，聖巴泰勒米省长（2015–2018）

  - 政府首脑– Bruno Magras，聖巴泰勒米领地委员会主席（2007–）
- 圣基茨和尼維斯
  - 君主– 伊丽莎白二世， 圣基茨和尼維斯女王（1983–）
  - 总督– 
    1. 埃德蒙·劳伦斯，圣基茨和尼維斯总督（2013–2015）
    2. 塔普利·西頓，圣基茨和尼維斯总督（2015–）

  - 总理–  
    1. 登齐尔·道格拉斯， 圣基茨和尼維斯总理（1995–2015）
    2. 提摩西·哈里斯， 圣基茨和尼維斯总理（2015–）
- 圣卢西亚
  - 君主– 伊丽莎白二世，圣卢西亚女王 （1979–）
  - 总督– 皮尔莱特·路易茜，圣卢西亚总督（1997–2017）
  - 总理– 肯尼·安东尼， 圣卢西亚总理（2011–2016）
- 法属圣马丁（法国海外领土）
  - 省长– 
    1. Philippe Chopin，法屬圣马丁省长（2011–2015）
    2. Anne Laubies，法屬圣马丁省长（2015–2018）

  - 政府首脑– Aline Hanson，法屬圣马丁领地委员会主席（2013–2017）
- 圣皮埃尔和密克隆 （法国海外领土）
  - 省长– Jean-Christophe Bouvier，圣皮埃尔和密克隆省长（2014–2016）
  - 政府首脑–斯特凡·亚塔诺，圣皮埃尔和密克隆领地委员会主席（2006–2017）
- 圣文森特和格林纳丁斯
  - 君主– 伊丽莎白二世，圣文森特和格林纳丁斯女王（1979–）
  - 总督– 弗雷德里克·巴兰坦，圣文森特和格林纳丁斯总督（2002–2019）
  - 总理– 拉尔夫·冈萨维斯， 圣文森特和格林纳丁斯总理（2001–）
- 荷属圣马丁（荷兰王国构成国）
  - 总督– Eugene Holiday，荷属圣马丁总督（2010–）
  - 总理– 
    1. 马塞尔·冈布斯，荷属圣马丁总理（2014–2015）
    2. 威廉·马林， 荷属圣马丁总理（2015–2017）
- 特立尼达和多巴哥
  - 总统 –   
    1. 乔治·马克斯韦尔·理查兹，特立尼达和多巴哥总统（2003–2013）
    2. 安東尼·卡莫納， 特立尼达和多巴哥总统（2013–2018）

  - 总理 – 
    1. 卡姆拉·珀塞德－比塞萨尔，特立尼达和多巴哥总理（2010–2015）
    2. 基思·罗利，特立尼达和多巴哥总理（2015–）
- 特克斯和凯科斯群岛（英国海外领土）
  - 总督– Peter Beckingham，特克斯和凯科斯群岛总督 （2013–2016）
  - 总理– 露乌法斯·尤因，特克斯和凯科斯群岛总理（2012–2016）
- 美国
  - 总统 – 贝拉克·侯赛因·奥巴马，美国总统（2009–2017）
  -  波多黎各 （美国自治邦）
    - 总督– 亚历山大·加尔西亚·帕迪利亚，波多黎各总督（2013–2017）

  -  美属维京群岛 （美国海外领土）
    - 总督–

    1. John de Jongh，美屬維爾京群島总督（2007–2015）
    2. Kenneth Mapp，美屬維爾京群島总督（2015–2019）

## 大洋洲
- 美屬薩摩亞 （美国海外领土）
  - 总督– 洛洛·莱塔卢·马塔拉西·莫利加， 美属萨摩亚总督 （2013–）
- 澳大利亚
  - 君主 – 伊丽莎白二世， 澳洲女王 （1952–）
  - 總督 – 彼得·科斯格罗夫爵士，（2014–2019）
  - 总理 – 
    1. 托尼·阿博特， 澳大利亞總理 （2013–2015）
    2. 麦肯·腾博， 澳大利亞總理 （2015–2018）

  -  圣诞岛 （澳屬印度洋領地）
    - 行政长官– Barry Haase， 圣诞岛行政长官（2014–2017）
    - 郡政府主席– Gordon Thomson， 圣诞岛郡政府主席 （2013–）

  -  科科斯（基林）群島 （澳屬印度洋領地）
    - 行政长官– Barry Haase， 科科斯（基林）群島行政长官（2014–2017）
    - 郡政府主席–

    1. Aindil Minkom， 科科斯（基林）群島郡政府主席（2011–2015）
    2. Balmut Pirus， 科科斯（基林）群島郡政府主席（2015–2017）

  -  诺福克岛 （澳大利亚自治领地）
    - 行政长官– Gary Hardgrave，诺福克岛行政长官 （2014–2017）
    - 首席部长–  Lisle Snell， 诺福克岛首席部长（2013–2015，职位取消）
- 斐濟
  - 总统 – 
    1. 埃佩利·奈拉蒂考， 斐济总统 （2009–2015）
    2. 喬治·孔羅特， 斐济总统 （2015–）

  - 总理 – 弗兰克·姆拜尼马拉马， 斐济总理 （2007–）
- 法屬玻里尼西亞 （法国海外自治領土）
  - 高级专员– Lionel Beffre， 法屬玻里尼西亞高级专员 （2013–2016）
  - 总督–愛德華·弗里奇，法屬玻里尼西亞总督（2014–2019）
- 關島（美国海外领地）
  - 总督– 埃迪·卡尔沃，關島总督（2011–2019）
- 基里巴斯
  - 总统 – 湯安諾，基里巴斯总统（2003–2016）
- 马绍尔群岛
  - 总统 – 克里斯托弗·洛亚克， 马绍尔群岛总统 （2012–2016）
- 密克罗尼西亚联邦
  - 总统 – 
    1. 曼尼·莫里， 密克罗尼西亚联邦总统（2007–2015）
    2. 彼得·克里斯琴， 密克罗尼西亚联邦总统（2015–2019）
- 瑙鲁
  - 总统 – 巴伦·瓦卡，瑙鲁总统（2013–2019）
- 新喀里多尼亚（特别集体，法国海外属地）
  - 高级专员– Vincent Bouvier， 新喀里多尼亚高级专员（2014–2016）
  - 政府首脑– 
    1. 辛西娅·里亚尔，新喀里多尼亚政府主席（2014–2015）
    2. 菲利普·热尔曼，新喀里多尼亚政府主席（2015–2019）
- 新西兰
  - 君主– 伊丽莎白二世， 新西兰女王 （1952–）
  - 總督– 傑瑞·馬特巴瑞，新西兰總督（2011–2016）
  - 总理– 约翰·基， 新西兰总理（2008–2016）
  -  库克群岛（新西兰聯繫邦）
    - 女王代表– 汤姆·马斯特斯，库克群岛女王代表（2013–）
    - 总理 – 亨利·普納， 库克群岛总理（2010–）

  -  纽埃（新西兰聯繫邦）
    - 总理– 托克·塔拉吉，纽埃总理（2008–）

  -  托克劳（新西兰附属领土）
    - 行政长官–

    1. Jonathan Kings，托克劳行政长官（2011–2015）
    2. Linda Te Puni，托克劳代理行政长官（2015–）

    - 政府首脑–
      1. 克雷雅·纳索，托克劳乌鲁（2014–2015）
      2. 斯奥皮李·佩雷斯， 托克劳乌鲁（2015–2016）
- 北马里亚纳群岛（美国海外领地）
  - 总督– 
    1. 埃洛伊·伊诺斯，北马里亚纳群岛总督（2013–2015）
    2. 拉爾夫·托雷斯，北马里亚纳群岛总督（2015–）
- 帕劳
  - 总统 – 湯米·雷蒙傑索，帕劳总统（2013–）
- 巴布亚新几内亚
  - 君主– 伊丽莎白二世，巴布亚新几内亚女王 （1975–）
  - 总督– 迈克尔·奥吉奥，巴布亚新几内亚总督（2011–2018）
  - 总理– 彼得·奧尼爾，巴布亚新几内亚總理 （2011–2019）
- 皮特凯恩（英国海外领地）
  - 总督– 喬納森·辛克萊，皮特凯恩总督（2014–2017）
  - 市长– 肖恩·克里斯坦，皮特凯恩市长（2014–2019）
- 萨摩亚
  - 国家元首– 图福加·埃菲，萨摩亚国家元首（2007–2017）
  - 总理– 图伊拉埃帕·萨伊莱莱·马利埃莱额奥伊， 萨摩亚总理 （1998–）
- 所罗门群岛
  - 君主– 伊丽莎白二世，所罗门群岛女王（1978–）
  - 总督– 弗兰克·卡布依， 所罗门群岛總督 （2009–2019）
  - 总理– 梅納西·索加瓦雷，所罗门群岛總理（2014–2017）
- 汤加
  - 君主– 圖普六世，汤加国王（2012–）
  - 首相– 阿基利西·波希瓦，汤加首相（2014–2019）
- 图瓦卢
  - 君主– 伊丽莎白二世，图瓦卢女王（1978–）
  - 总督– 亚科巴·伊塔莱利·塔埃阿，图瓦卢总督（2010–）
  - 总理– 埃内莱·索波阿加， 图瓦卢总理（2013–2019）
- 瓦努阿图
  - 总统 – 鲍德温·朗斯代尔， 瓦努阿图总统（2014–2017）
  - 总理 –
    1. 乔·纳图曼， 瓦努阿图总理（2014–2015）
    2. 萨托·基尔曼，瓦努阿图总理（2015–2016）
- 瓦利斯和富图纳（法国海外領土）
  - 行政长官– 
    1. 米歇尔·奥伯恩，瓦利斯和富图纳高级行政官（2013–2015）
    2. 马塞尔·雷努夫，瓦利斯和富图纳高级行政官（2015–2017）

  - 领地大会主席 – Mikaele Kulimoetoke，瓦利斯和富图纳领地大会主席（2014–2017）

## 南美洲
- 阿根廷
  - 总统 – 
    1. 克里斯蒂娜·费尔南德斯·德基什内尔，阿根廷总统（2007–2015）
    2. Federico Pinedo，阿根廷代理总统（2015）
    3. 毛里西奥·马克里，阿根廷总统（2015–）
- 玻利維亞
  - 总统 – 埃沃·莫拉莱斯， 玻利维亚总统 （2006–2019）
- 巴西
  - 总统 – 迪爾瑪·羅塞夫， 巴西总统 （2011–2016）
- 智利
  - 总统 – 米歇尔·巴切莱特， 智利总统 （2014–2018）
- 哥伦比亚
  - 总统 – 胡安·曼努埃尔·桑托斯， 哥伦比亚总统（2010–2018）
- 厄瓜多尔
  - 总统 – 拉斐尔·科雷亚， 厄瓜多尔总统 （2007–2017）
- 福克兰群岛 （英國海外領土）
  - 总督– 柯林·羅伯茲， 福克兰群岛总督 （2014–2017）
  - 行政长官– 基思·帕吉特， 福克兰群岛行政长官 （2012–2016）
- 圭亚那
  - 总统– 
    1. 唐纳德·拉莫塔， 圭亚那总统 （2011–2015）
    2. 大卫·格兰杰， 圭亚那总统 （2015–）

  - 总理 – 
    1. 萨姆·海因兹， 圭亚那总理 （1999–2015）
    2. 摩西·纳加木图， 圭亚那总理 （2015–）
- 巴拉圭
  - 总统 – 奧拉西奧·卡特斯， 巴拉圭总统 （2013–2018）
- 秘鲁
  - 总统 – 奥良塔·乌马拉， 秘魯總統 （2011–2016）
  - 总理 –
    1. 安娜·贾拉， 秘鲁总理 （2014–2015）
    2. 佩德罗·卡特里亚诺， 秘鲁总理 （2015–2016）
- 苏里南
  - 总统 – 德西·鲍特瑟，苏里南总统（2010–）
- 乌拉圭
  - 总统 – 
    1. 何塞·穆希卡，乌拉圭总统（2010–2015）
    2. 塔瓦雷·巴斯克斯， 乌拉圭总统 （2015–）
- 委内瑞拉
  - 总统 – 尼古拉斯·马杜罗，委内瑞拉总统（2013–）